# Gustaf Armfelt
Gustaf Mauritz Diedrik Fromhold Armfelt, född 26 maj 1781 i Strassburg, död 29 september 1868 på Johannisberg i Tjällmo socken, var en svensk militär.
Gustaf Armfelt var son till överste Erik Ludvig Armfelt och Maria Salome Schaeffler. Han blev sergeant vid Dalregementet 1786, page vid kungliga hovet 1791, fänrik vid amiralitetet 1797, löjtnant i armén 1805, löjtnant vid Livgrenadjärregementet 1807 och kapten där 1810. Armfelt blev major i armén 1816, andre major vid Livgrenadjärregementet 1822, överstelöjtnant i armén 1824 och överstelöjtnant och förste major vid Livgrenadjärregementet 1833. Han blev överste i armén 1836, överste och chef för Jämtlands fältjägarregemente, en post han innehade till 1853.
Gustaf Armfelt blev riddare av Svärdsorden 1816, kommendör av Svärdsorden 1853, och tilldelades 1854 Karl Johansmedaljen. Han var den siste av den adliga ätten Armfelt i Sverige och ätten utslocknade här med honom.